# Grande Fugue (roman)
Pour les articles homonymes, voir Grande Fugue.
Grande Fugue (La grande), paru en 2005, est un roman, posthume et très partiellement inachevé, de l'écrivain argentin de langue espagnole Juan José Saer.

## Trame narrative
Une semaine dans la vie d'une dizaine d'individus du côté de Santa Fe (Province de Santa Fe, Argentine) , loin de Buenos Aires, dans les années 1990-2000, en tout cas après le retour à la démocratie en 1983.
Il est également question de Paraná  (Province d'Entre Ríos), de Rosario, et du village du grand-père de Nuna, sur les bords du Río Carcarañá, affluent du Rio Paraná.
Le personnage principal, Gutiérrez, est revenu au pays depuis un an, après trente ans d'Europe. Il vit désormais dans une maison que lui a vendue Moro, et où il invite ses amis d'autrefois et d'aujourd'hui dans un « festin de décalés ».
Nula, marchand de vin, qui s'est lié d'amitié avec la plupart des personnages, et se prend d'amitié depuis peu avec Willi.
Le texte alterne les points de vue des principaux personnages, particulièrement de Nula, qui tente de reconstituer sa propre histoire, en même temps que d'établir celle de Willi, cet inconnu à l'excellente mémoire, ironique, caustique, désinvolte.
Soldi et Gabriela effectuent un travail de recherche sur l'avant-garde dans la région, et principalement sur Mario Brando (1920-1970 ?), « inventeur de l'esthétique précisionniste »  actif dans les années 1945-1960,et qu'a bien connu Willi.
Nula, « drogué déjà irrécupérable à l'opium de l'être pur » (p. 323) revendique ou recherche les « étincelles sensorielles » (p. 278)  et mémorielles, et développe une « métaphysique pratique de l'ébriété ».
Les longues phrases permettent de rendre compte des perceptions, sensations, émotions, qu'il s'agisse de poissons moncholos, du vol du colibri juste avant l'orage, des regards. Willi est réputé pour « sa diatribe préférée », et son « curieux mélange d'indulgence et de sarcasme ». Les dialogues restent limités et trop pleins de significations.
Parmi les auteurs évoqués, Belisario Roldán (es), Omar Khayyām, Vladimir Propp, Flaubert, Bouillet... et de nombreuses chapelles et revues littéraires régionales.

## Personnages
- (Guillermo) Gutierrez, 58 ans, ou ‘’Willi’’, dont trente ans à l’étranger comme scénariste entre Suisse et Italie, revenu au pays depuis un an, toujours en activité
- Nula, Nicolas Anoch, 29 ans, œnophile, œnologue, commerçant en vin (pour Americo et Chela), philosophe amateur, employé dans la librairie maternelle, marié, deux enfants
  - Chade, frère aîné, dentiste, marié
  - Yussef, le grand-père, « arrivé de Damas dans les années vingt », syro-libanais, « turc » créolisé, commerçant de magasin général, catholique
  - La India Calabrese, mère de Nicolas, libraire
  - le père, assassiné à 38 ans,
  - ses tantes, Laïla et Maria, son oncle Enzo
  - Diana, l'épouse, graphiste et affichiste en agence publicitaire, manchote (sans main gauche, de naissance)
  - Lucia (Riera), son amour, rencontrée cinq ans plus tôt, amante d’un seul soir (de la semaine)
- Lucia Riera, fille légale de Calcagno et effective de Gutierrez, épouse séparée du docteur Oscar Riera, boutique de vêtement
  - Oscar Riera, médecin, époux de Lucia, séparé et complice
- Moro, environ 40 ans, de l’agence immobilière familiale Moro
  - César Russo, docteur, ancien propriétaire de la maison de Gutierrez (vendue à Gutierrez par Moro)
- César Rey, ancien ami de Willi
- (Sergio) Escalante, docteur en droit, avocat, retraité, ami de Willi
- Marcos, homme politique, ancien ami de Willi
- Carlos Tomatis (‘’Carlitos’’)
  - Violeta, architecte
  - la jeune Alicia
- le couple employé par Gutierrez, Fausto comme jardinier, Amalia à la cuisine et au ménage
- Leonor Castagno, épouse Calcagno, mère de Lucia, qui a aimé quelques mois avec Willi, juste avant son départ pour l'Europe
  - Calcagno, professeur de droit renommé, dirigeant un cabinet juridique, assistant/esclave de Mario Brando
- Mario Brando, réputé poète précisionniste, artiste et/ou imposteur opportuniste
- Soldi Barco (Pinocchio)
  - Gabriela (Gabi) Barco : préparant une histoire des avant-garde revendiquées de la région
- Pigeon Garay, destinataire d’une lettre de Tomatis, ancien ami distant
  - Le Chat Garay, frère jumeau de Pigeon, et sa maîtresse Elisa (épouse d’Hector), disparus, dans la maison de Rincon sans téléphone ni télévision, enlèvement découvert par Simon et Hector
- Virginia, œnologue, de l’hypermarché

## Inachèvement
Une note de l'éditeur original, en espagnol, précise que le projet de 1999 a presque été mené à terme : une histoire sur une semaine, du mardi au lundi, avec un chapitre par jour. Les cinq premiers, écrits à la main, sont achevés. Le sixième saisi directement sur ordinateur, n'a pas été imprimé ni revu. Le septième, prévu pour une vingtaine de pages, contient en l'état une unique courte phrase.